# Bureau des longitudes
Ne doit pas être confondu avec Board of Longitude.
Le Bureau des longitudes est une académie composée d’astronomes, de géophysiciens et de physiciens issus de laboratoires ou institutions français ou étrangers. Il comprend 13 membres titulaires français, un nombre approprié de membres en service extraordinaire et 32 correspondants français ou étrangers. Il a, notamment, le mandat de garantir et définir les missions de service public confiées à l’Institut de mécanique céleste et de calcul des éphémérides. 
Le Bureau des longitudes a eu un rôle de premier plan dans le développement de l'astronomie en France, dans l'adoption du système métrique et décimal, le calcul et la publication des éphémérides astronomiques, la création du Bureau international de l'heure, la détermination mondiale des longitudes  et l'organisation d'expéditions scientifiques dans le domaine des sciences de l'Univers. Il a eu un rôle important dans les discussions préparatoires à la Convention du Mètre de 1875 et donc à la création du Bureau international des poids et mesures .
Le Bureau des longitudes émet des  avis sur les sujets de sa compétence et publie des ouvrages d'actualité ou historiques sur ces sujets.

## Historique
Le Bureau des longitudes a été fondé par la loi de la Convention Républicaine du 25 juin 1795 (7 messidor an III) à la suite d'un rapport lu par l'abbé Grégoire et préparé par le comité de la Marine, le comité des Finances et le comité de l'Instruction publique :

« Les succès des Anglais à diverses époques, et spécialement dans la guerre de 1761, n'ont que trop prouvé que la supériorité de la marine décide souvent des résultats de la guerre.
 Une des mesures les plus efficaces pour étouffer la tyrannie britannique, c'est de rivaliser dans l'emploi des moyens par lesquels cet État, qui ne devrait jouer qu'un rôle secondaire dans l'ordre politique, est devenu une puissance colossale.
 Or les Anglais, bien convaincus que sans astronomie on n'avait ni commerce, ni marine, ont fait des dépenses incroyables pour pousser cette science vers la perfection. »

— abbé Grégoire, Discours du 7 messidor An III
Les objectifs sont clairement stratégiques et économiques puisqu'ils visent à redonner à la France la maîtrise de la navigation grâce à l'amélioration des méthodes de détermination de la longitude en mer, en particulier par des observations astronomiques. Les principaux buts étaient donc de résoudre ces problèmes astronomiques, d'améliorer les cartes et l'hydrographie, d'étudier le magnétisme terrestre et de développer l'horlogerie tout cela dans le but de rendre la navigation plus sûre et protéger la vie des marins. La création de ce bureau et le choix de son nom faisait écho au Board of Longitude britannique créé en 1714 avec des objectifs comparables.
Le Bureau des longitudes comportait à sa création 10 membres, dont 9 membres de l'Académie des Sciences, et 5 adjoints chargés des calculs. Le Bureau se réunit pour la première fois le 6 juillet 1795 (18 messidor an III) dans une salle du bâtiment du Petit Luxembourg et se mit immédiatement à l’œuvre. Quant au cours d'astronomie prévu par la loi, il débuta en 1796 dans les locaux du Collège des Quatre-Nations, dit observatoire de Lacaille.
| Nom                                             | Nommé en tant que : |
| ----------------------------------------------- | ------------------- |
| Joseph-Louis Lagrange (1736-1813)               | Géomètre            |
| Pierre-Simon de Laplace (1749-1827)             | Géomètre            |
| Pierre Méchain (1744-1804)                      | Astronome           |
| Joseph Jérôme Lefrançois de Lalande (1736-1813) | Astronome           |
| Jean-Dominique Cassini (1748-1845)              | Astronome           |
| Jean-Baptiste Joseph Delambre (1749-1822)       | Astronome           |
| Jean-Charles de Borda (1733-1799)               | Navigateur          |
| Louis Antoine de Bougainville (1729-1811)       | Navigateur          |
| Jean-Nicolas Buache (1741-1825)                 | Géographe           |
| Noël-Simon Caroché (1740-1813)                  | Artiste             |

Le Bureau était chargé de faire chaque année un cours d'astronomie, de perfectionner les tables astronomiques, de publier la Connaissance des temps et un Annuaire « propre à régler ceux de la République », d’organiser des expéditions scientifiques dans les domaines géophysiques et astronomiques et d’être un comité consultatif pour certains problèmes scientifiques. C'est avec la création de l'observatoire de la Marine et du Bureau des longitudes au parc Montsouris en 1875 que la troisième publication du Bureau est créée : les Annales du Bureau des longitudes : travaux faits à l'observatoire astronomique de Montsouris (13 volumes entre 1877 et 1949). L'Observatoire de Paris était placé sous la tutelle du Bureau des longitudes de 1795 à 1854.
Les missions du Bureau des longitudes ont évolué au fil du temps et au gré des décrets régissant sa composition et son fonctionnement.  Chargé dès sa création de la rédaction de la Connaissance des Temps et du perfectionnement des tables astronomiques, le Bureau des longitudes a eu pendant un temps la responsabilité de l'Observatoire de Paris, de l'Observatoire de l'École Militaire, de l’observatoire de Montsouris  et de tous les instruments d'astronomie qui appartiennent à la Nation.
L'Ordonnance du 30 janvier 1854 mit fin à sa tutelle sur l'Observatoire de Paris mais le chargeait en plus de la réalisation des éphémérides, d'organiser des expéditions scientifiques à caractère géodésique et astronomique, comme les observations des éclipses solaires ou les passages de Vénus devant le Soleil. Les résultats de ces expéditions étant publiés dans les Annales du Bureau des longitudes. Ce décret a été complété par celui du 15 mars 1874 réorganisant le Bureau des longitudes et lui confiant une activité de formation à l'égard des géographes voyageurs, des marins et autres explorateurs auxquels le Bureau devait apporter la préparation scientifique nécessaire à l'accomplissement de leur mission.  C'est également dans ce même décret qu'apparaît la notion de membre correspondant, avec la création de dix membres, dont trois peuvent être étrangers. Ce nombre sera porté à 20, dont 12 étrangers, en 1889. Le décret du 8 janvier 1970 a modernisé la mission du Bureau des longitudes et régit aujourd'hui son fonctionnement et sa composition.
Le premier volume de la Connaissance des temps publié par le Bureau est celui pour l'année 1797. En 1802 un embryon d'un « Service des calculs » existe avec des calculateurs provenant du Bureau du Cadastre de Gaspard Prony et fondé par Pierre Méchain ; il est alors chargé du calcul des éphémérides sous la supervision des membres adjoints du Bureau, Michel Lefrançois de Lalande et Jean-Charles Burckhardt. La structure de ce groupe de calculateurs a été remaniée plusieurs fois à partir de 1806, jusqu'à la création officielle d'un « Service des calculs » par décret ministériel en 1881. À partir de 1889  le Bureau des longitudes publia un extrait de la Connaissance des temps à l'usage de la marine, qui devint à partir de 1918 un ouvrage à part entière sous le nom d'Éphémérides Nautiques. Enfin en 1935 sont apparues les Éphémérides Aéronautiques.
En 1961, André Danjon et Jean Kovalevsky créèrent un laboratoire de recherche moderne, remplaçant l’ancien service des calculs, lequel devint le Service des Calculs et de Mécanique Céleste du Bureau des longitudes, devenu en 1998 Institut de mécanique céleste et de calcul des éphémérides (IMCCE) au sein de l’Observatoire de Paris.

## Organisation et activités
Depuis le décret du 30 janvier 1970, le Bureau des longitudes comprend 13 membres titulaires, dont  3 nommés au titre de l'Académie des Sciences, et 32 membres correspondants. À cela s'ajoute un nombre non défini de membres en service extraordinaire représentant les organismes ou institutions ayant des relations avec le Bureau des longitudes, comme le  CNES, l'IGN, l'Observatoire de Paris, le SHOM, Météo France et également l’Académie de l’air et de l’espace. Ces membres sont désignés par leur institut d'appartenance sur demande du Bureau des longitudes.  Le Bureau des longitudes désigne par élection chaque année un président, un vice-président et un secrétaire qui forment le bureau du Bureau des Longitudes.
Les séances du Bureau des longitudes se tiennent une fois par mois dans ses locaux de l'Institut, quai de Conti à Paris. La numérisation récente des Procès Verbaux des séances de 1795 à 1935   fournit un matériel unique pour pénétrer la vie de cette institution, presque au jour le jour.
Une conférence mensuelle ouverte à tous est organisée par le Bureau des longitudes dans le domaine des sciences de l'Univers et une journée scientifique annuelle thématique, également pour le grand public.

### Les publications

#### L'Annuaire du Bureau des longitudes
C'est sans conteste la publication la plus connue du grand public, car elle lui est en partie destinée.
L’Annuaire est la publication du Bureau destinée aux institutions nationales, aux administrations  et au grand public, couvrant, selon les époques, des domaines plus étendus que l’astronomie, comme la géographie, la démographie ou la physique par exemple. Sa diffusion est par nature plus large que celle des éphémérides et des Annales, ouvrages spécialisés destinés aux professionnels de l’astronomie ou de la navigation. 
La publication régulière de l'Annuaire  repose sur les bases légales de la fondation de l’institution qui lui enjoignaient de présenter chaque année au Corps Législatif un Annuaire propre à régler ceux de toute la République, comme le précise l'article 9 du règlement du 20 septembre 1795 . En plus de ces informations annuelles, l'Annuaire comporte des Notices Scientifiques, dont les plus renommées ont été l’œuvre de François Arago sur des sujets très variés touchant à l' astronomie, la météorologie, la physique. Au cours du temps l'Annuaire est passé d'un opuscule donnant quelques renseignements astronomiques sur les levers-couchers du Soleil, de la Lune et des planètes, les éclipses et déjà les poids et mesures, à des volumes imposants couvrant sur un cycle de trois ans la géographie, la démographie, la physique et l'astronomie. Aujourd'hui, sous le nom de Guide des Données Astronomiques, il est destiné plus spécialement aux observateurs amateurs ou professionnels, qui y trouvent des éphémérides annuelles de précision suffisante pour la préparation et l'analyse de leurs observations. Une longue introduction donne les définitions essentielles pour le repérage des astres, les données sur les calendriers et des exemples de calculs. La tradition des notices scientifiques est maintenue sous la forme des Cahiers Thématiques, mais avec une régularité moindre que par le passé.

## Présidents et présidentes
| Nom                                       | Mandature       | Nom                                    | Mandature |
| ----------------------------------------- | --------------- | -------------------------------------- | --------- |
| Charles Borda (1733-1799)                 | 06/1795-09/1795 | Hervé Faye (1814-1902)                 | 1900-1901 |
| Joseph-Louis Lagrange (1736-1813)         | 09/1795-09/1796 | Léon Bassot (1841-1917)                | 1902      |
| Charles Messier (1730-1817)               | 09/1796-10/1802 | Paul Gautier (1832-1909)               | 1903      |
| Louis-Antoine de Bougainville (1729-1811) | 10/1802-09/1804 | Gabriel Lippmann (1845-1921)           | 1904      |
| Pierre-Simon Laplace (1749-1827)          | 09/1804-10/1805 | Rodolphe Radau (1835-1911)             | 1905      |
| Charles Fleurieu (1738-1810)              | 10/1805-12/1805 | Gaston Darboux (1842-1917)             | 1906      |
| Gaspard de Prony (1755-1839)              | 1806            | Ernest Fournier (1842-1934)            | 1907      |
| Pierre-Simon Laplace (1749-1827)          | 1807            | Anatole Bouquet de La Grye (1827-1909) | 1908      |
| Alexis Bouvard (1767–1843)                | 1808            | Henri Poincaré (1854-1912)             | 1909-1910 |
| Pierre-Simon Laplace (1749-1827)          | 1809            | Guillaume Bigourdan (1851-1932)        | 1911-1912 |
| Jean-Nicolas Buache (1741-1825)           | 1810            | Benjamin Baillaud (1848-1934)          | 1913-1914 |
| Pierre-Simon Laplace (1749-1827)          | 1811            | Henri Deslandres (1853-1948)           | 1915-1916 |
| Edouard de Rossel (1765-1829)             | 1812            | Jules Carpentier (1851-1921)           | 1917-1918 |
| François Rosily-Mesros (1748-1832)        | 1813            | Henri Andoyer (1862-1929)              | 1919-1920 |
| Adrien-Marie Legendre (1752-1833)         | 1814            | Maurice Hamy (1861-1936)               | 1921-1922 |
| Edouard de Rossel (1765-1829)             | 1815            | Emile Picard (1856-1941)               | 1923-1924 |
| Pierre-Simon Laplace (1749-1827)          | 1816            | Charles Lallemand (1857-1938)          | 1925-1926 |
| Gaspard de Prony (1755-1839)              | 1817            | Paul Appell (1855-1930)                | 1927      |
| François Rosily-Mesros (1748-1832)        | 1818            | Robert Bourgeois (1857-1945)           | 1928-1929 |
| Pierre-Simon Laplace (1749-1827)          | 1819            | Amédée Jobin (1861-1945)               | 1930-1931 |
| Edouard de Rossel (1765-1829)             | 1820            | Lazare Eugène Fichot (1867-1939)       | 1932-1933 |
| Gaspard de Prony (1755-1839)              | 1821            | Henri Deslandres (1853-1948)           | 1934-1935 |
| Pierre-Simon Laplace (1749-1827)          | 1822            | Ernest Esclangon (1876-1954)           | 1936-1937 |
| Edouard de Rossel (1765-1829)             | 1823            | Gaston Fayet (1874-1967)               | 1938-1939 |
| Gaspard de Prony (1755-1839)              | 1824            | Charles Fabry (1867-1945)              | 1940-1941 |
| Pierre-Simon Laplace (1749-1827)          | 1825            | Charles Maurain (1871-1967)            | 1942-1943 |
| Edouard de Rossel (1765-1829)             | 1826            | Charles Fabry (1867-1945)              | 1944      |
| Siméon Denis Poisson (1781-1840)          | 1827            | Donatien Cot (1873-1961)               | 1945-1946 |
| Charles Beautemps-Beaupré (1766-1854)     | 1828            | Louis de Broglie (1892-1987)           | 1947-1948 |
| Edouard de Rossel (1765-1829)             | 1829            | Georges Durand-Viel (1875-1959)        | 1949-1950 |
| Siméon Denis Poisson (1781-1840)          | 1830            | André Couder (1897-1979)               | 1951-1953 |
| Louis de Freycinet (1779-1842)            | 1831            | André Danjon (1890-1967)               | 1954-1955 |
| Gaspard de Prony (1755-1839)              | 1832            | Jean Cabannes (1885-1959)              | 1956-1957 |
| Siméon Denis Poisson (1781-1840)          | 1833            | Pierre Lejay (1898-1958)               | 1958      |
| Charles Beautemps-Beaupré (1766-1854)     | 1834            | Albert Pérard (1880-1968)              | 1959-1960 |
| Jean-Baptiste Biot (1774-1862)            | 1835            | Pierre Tardi (1897-1972)               | 1961-1962 |
| Siméon Denis Poisson (1781-1840)          | 1836            | André Gougenheim (1902-1975)           | 1963-1964 |
| Albin Roussin (1781-1854)                 | 1837            | André Lallemand (1904-1978)            | 1965-1966 |
| Louis de Freycinet (1779-1842)            | 1837            | Jean Coulomb (1904-1999)               | 1967-1969 |
| Gaspard de Prony (1755-1839)              | 1838            | André Gougenheim (1902-1975)           | 1970-1971 |
| Charles Beautemps-Beaupré (1766-1854)     | 1839            | Francis Perrin (1901-1992)             | 1972-1973 |
| Albin Roussin (1781-1854)                 | 1840            | Jean-François Denisse(1915-2014)       | 1974-1975 |
| Louis de Freycinet (1779-1842)            | 1841            | Jean Terrien (1907-1992)               | 1976-1977 |
| Louis Mathieu (1790-1870)                 | 1842            | Jean Delhaye (1921-2001)               | 1978-1979 |
| Joseph Liouville (1809-1882)              | 1843            | Georges Laclavère (1906-1994)          | 1980-1981 |
| Siméon Denis Poisson (1781-1840)          | 1844            | Henri Lacombe (1913-2000)              | 1982-1983 |
| Albin Roussin (1781-1854)                 | 1845            | Bernard Guinot (1925-2017)             | 1984-1987 |
| Charles Beautemps-Beaupré (1766-1854)     | 1846            | Charles Fehrenbach(1914-2008)          | 1988      |
| Joseph Liouville (1809-1882)              | 1847            | Pierre Grivet (1911-1992)              | 1989-1990 |
| Charles Baudin (1784-1854)                | 1848            | Jean Delhaye (1921-2001)               | 1991-1992 |
| Charles Beautemps-Beaupré (1766-1854)     | 1849            | Pierre Giacomo (1923-2011)             | 1993-1994 |
| Charles-Louis Largeteau (1791-1857)       | 1850            | Roger Cayrel (1925-2021)               | 1995-1996 |
| Charles Baudin (1784-1854)                | 1851            | Jean-Louis le Mouël                    | 1997-1999 |
| Louis Breguet (1804-1883)                 | 1852            | Nicole Capitaine                       | 2000-2001 |
| Charles Baudin (1784-1854)                | 1853            | Jean-Paul Poirier                      | 2002-2003 |
| Louis Poinsot (1777-1859)                 | 1854-1859       | Suzanne Débarbat                       | 2004-2005 |
| Jean-Baptiste Vaillant (1790-1872)        | 1860-1870       | François Barlier                       | 2006-2007 |
| Claude-Louis Mathieu (1783-1875)          | 1871            | André Lebeau (1932-2013)               | 2008-2009 |
| Joseph Liouville (1809-1882)              | 1872            | Nicole Capitaine                       | 2010-2011 |
| Edmond Pâris (1806 - 1893)                | 1873            | Pierre Baüer                           | 2012-2013 |
| Victor Puiseux (1820-1883)                | 1874 (début)    | François Barlier                       | 2014-2015 |
| Hervé Faye (1814-1902)                    | 1874 (fin)      | Claude Boucher                         | 2016-2019 |
| Hervé Faye (1814-1902)                    | 1875-1893       | François Mignard                       | 2020-2023 |
| Anatole Bouquet de La Grye (1827-1909)    | 1894            | Noël Dimarcq                           | 2024-     |
| Jules Janssen (1827-1909)                 | 1895            |                                        |           |
| Hervé Faye (1814-1902)                    | 1896            |                                        |           |
| Maurice Loewy (1833-1907)                 | 1897            |                                        |           |
| Alfred Cornu (1841-1902)                  | 1898            |                                        |           |
| Henri Poincaré (1854-1912)                | 1899            |                                        |           |

## Membres et correspondants
Liste partielle des membres et correspondants depuis la création en 1795
- 1799 : Johann Burckhardt (1773-1825), adjoint en 1799 et astronome en 1817[PV 2] ;
- 1802 : Joseph Bernard de Chabert (1724-1805) ;
- 1807 : François Arago (1786-1853), membre adjoint et astronome en 1822[PV 3] ;
- 1809 : Michel Lefrançois de Lalande (1766-1839) ;
- 1811 : François Étienne de Rosily-Mesros (1748-1832) ;
- 1811 : Paul-Édouard de Rossel (1765-1829) ;
- 1812 : Adrien-Marie Legendre (1752-1833) ;
- 1814 : Abraham Louis Breguet (1747-1823), membre adjoint[PV 4] ;
- 1817 : Gaspard de Prony (1755-1839) ;
- 1836 : Félix Savary (1797-1841) ;
- 1839 : Augustin Louis Cauchy (1789-1857), géomètre[PV 5] ;
- 1840 : Robert-Aglaé Cauchoix (1776-1845), artiste adjoint[PV 6] ;
- 1842 : Pierre Daussy (1792-1860) ;
- 1843 : Victor Mauvais (1809-1854) ;
- 1844 : Joseph Liouville (1809-1882) ;
- 1846 : Marie-Charles-Théodore de Damoiseau (1768-1846) ;
- 1847 : Louis Poinsot (1777-1859) ;
- 1849 : Claude-Louis Mathieu (1783-1875) ;
- 1850 : Jean Brunner (1804-1862), artiste adjoint[PV 7] ;
- 1855 : Charles-Eugène Delaunay (1816-1872) ;
- 1873 : François Perrier (1833-1888) ;
- 1873 : Joseph Serret (1819-1885) ;
- 1878 : Émile Brunner (1834-1895), artiste adjoint 1885[PV 8] ;
- 1883 : Pierre-Ossian Bonnet (1819-1892), membre de l'Académie des sciences[PV 9] ;
- 1886 : Alfred Cornu (1841-1902)[14] ;
- 1889 : Francisco Beuf (1834-1899), correspondant[PV 10] ;
- 1889 : Francisco Calheiros da Graça (1849-1906), correspondant[15],[PV 11] ;
- 1894 : Jean René Benoît (1844-1922), correspondant[PV 12] ;
- 1894 : Fiodor Bredikhine (1831-1904), correspondant[PV 13] ;
- 1904 : Charles André (1842-1912), correspondant[PV 14] ;
- 1904 : Oskar Backlund (1846-1916), correspondant[PV 15] ;
- 1905 : Guillaume Grandidier (1873-1957), membre titulaire ;
- 1909 : Wilhelm Foerster (1832-1921), correspondant[16] ;
- 1913 : Arthur Auwers (1838-1915), correspondant[PV 16] ;
- 1915 : Alfred Angot (1848-1924), correspondant[PV 17] ;
- 1919 : William Wallace Campbell (1862-1938), correspondant[PV 18] ;
- 1921 : Giovanni Boccardi (en) (1859-1936), correspondant[PV 19] ;
- 1922 : Léon-Henri-André Bellot (1873-1942), membre en service extraordinaire[PV 20] ;
- 1922 : Georges Perrier (1872-1946) ;
- 1935 : Jean Bosler (1878-1973), correspondant[PV 21] ;
- 1942 : Henri Cathenod (1886-1957), membre en service extraordinaire[PV 22] ;
- 1945 : Georges Bidault de l'Isle (1874-1956), correspondant[PV 23] ;
- 1946 : Fernand Baldet (1885-1964), correspondant, adjoint en 1958 et astronome en 1961[PV 24] ;
- 1946 : Émile Borel (1871-1956), membre de l'Académie des sciences[PV 25] ;
- 1946 : Aimé Cotton (1869-1951)[17] ;
- 1947 : Jules Baillaud (1876-1960), correspondant[PV 26] ;
- 1947 : Élie Cartan (1869-1951), astronome[PV 27] ;
- 1956 : Paul Bourgeois (1898-1974), correspondant[PV 28] ;
- 1958 : Jean Chardonnet (1911-1996), correspondant[PV 29] ;
- 1964 : Louis Cagniard (1900-1971), correspondant[PV 30] ;
- 1965 : Jean Bessemoulin (1913-1983), membre en service extraordinaire[PV 31] ;
- 1968 : Roger Cayrel (1925-2021), correspondant[PV 32] ;
- 1970 : Hervé Bongrain (1922-2020), membre en service extraordinaire[PV 33],[18].

### Membres (sans précisions de dates)
Liste des membres et/ou correspondants sans précisions de dates (classée en ordre alphabétique croissant) :
- Antoine d'Abbadie d'Arrast (1810-1897) ;
- Charles Pierre Claret de Fleurieu (1738-1810) ;
- Eugène Cosserat (1866-1931) ;
- Jean Coulomb (1904-1999) ;
- André Danjon (1890-1967) ;
- Gaston Darboux (1842-1917) ;
- Georges Darmois (1888-1960) ;
- Bernard Decaux (1899-1981) ;
- Henri Deslandres (1853-1948) ;
- Jean Dufay (1896-1967) ;
- Henry Dyèvre (1893-1982) ;
- Ernest Benjamin Esclangon (1876-1954) ;
- Louis Favé (1853-1922) ;
- Hervé Faye (1814-1902) ;
- Gaston Fayet (1874-1967) ;
- Charles Fehrenbach (1914-2008) ;
- Gustave Auguste Ferrié (1868-1932) ;
- Lazare Eugène Fichot (1867-1939) ;
- Hippolyte Fizeau (1819-1896) ;
- Léon Foucault (1819-1868) ;
- Henri Gambey (1787-1847) ;
- Pierre Grivet (1911-1992) ;
- Camille Gutton (1872-1963) ;
- Émile Guyou (1843-1915) ;
- Philippe Hatt (1840-1915) ;
- Paul Helbronner (1871-1938) ;
- Aymar de La Baume Pluvinel (1860-1938) ;
- Georges Laclavère (1906-1994) ;
- Henri Lacombe (1913-2000) ;
- André Lallemand (1904-1978) ;
- Charles Lallemand (1857-1938) ;
- Paul Auguste Ernest Laugier (1812-1872), membre adjoint ;
- Aimé Laussedat (1819-1907) ;
- André Lebeau (1932-2013) ;
- Georges Lecointe (1869-1929), correspondant ;
- Jean Lecomte (1898-1879) ;
- Jean-Jacques Levallois (de) (1911-2001) ;
- Maurice Lœwy (1833-1907) ;
- Charles Maurain (1871-1967) ;
- Amédée Ernest Barthélemy Mouchez (1821-1892) ;
- Joseph Nicollet (1786-1843), secrétaire-astronome ;
- Jan Oort (1900-1992), correspondant ;
- Paul Painlevé (1863-1933) ;
- Émile Picard (1856-1941) ;
- Luc Picart (1867-1956) ;
- Charles Poisson (1819-1879) ;
- Denis Poisson (1781-1840) ;
- Rodolphe Radau (1835-1911) ;
- Gustave Ribaud (1884-1963) ;
- Émile Thellier (de) (1904-1987) ;
- Jean Tilho (1875-1956) ;
- Antoine Yvon Villarceau (1813-1883).